# Monte Vesta
Il Monte Vesta è una montagna delle Prealpi Bresciane e Gardesane. Situato tra il territorio comunale di Valvestino e di Gargnano nella parte sud occidentale della Val Vestino, sovrasta l'abitato di Bollone.

## Geografia fisica
Fa parte del gruppo del Tombea-Manos ed è raggiungibile sia dall'abitato di Bollone tramite un ripido sentiero di circa 4 km. o da Capovalle. Il Monte Vesta dà il nome alla sottostante Valle e alla malghe di Cima, di Mezzo e di Fondo e la vetta è chiamata Dosso del Cuchetto ed è sormontata da un cippo di confine in pietra calcarea austro-veneto datato 1753.

## Origine del nome
Secondo una tradizione secolare il Monte Vesta prenderebbe il nome da un tempietto dedicato al culto pagano di Vesta, una dea della mitologia romana, che si trovava sulla sua sommità, il detto Dosso del Cuchetto, le cui vestali custodivano e mantenevano acceso il fuoco sacro. Per il geografo trentino Ottone Brentari l'unione fra i monti Vesta e Stino avrebbe dato il nome alla Val Vestino che la chiudono nella parte sud occidentale, invece per Fausto Camerini, giornalista e autore di numerose guide escursionistiche di montagna, da "besta" che significa bestiame-pascolo, in quanto il luogo era destinato fino agli anni novanta del secolo scorso all'alpeggio praticato dagli allevatori di Bollone che pagavano l'affitto al comune di Gargnano proprietario della malga Vesta di Cima. Infine lo storico bresciano Paolo Guerrini ipotizza derivi dalla voce similare valtellinese "Vestàgg" che indica una via, strada o canalone ripido adoperato per far discendere il legname o che abbia lo stesso significato di Vesto frazione di Marone. Il toponimo di Vesta ricorre pure nella zona precisamente in una località sulle sponde del lago d'Idro e in Val di Ledro, a Molina, ove "besta" o "beste" indica un pascolo. Il monte Vesta viene indicato nell'"Atlas Tyrolensis" del cartografo tirolese Peter Anich, stampato a Vienna nel 1774.

## Storia
Nei secoli passati il territorio compreso tra il monte Vesta e il monte Carzen fu luogo di confine prima tra il Principato vescovile di Trento, al quale apparteneva la Val Vestino, e la Repubblica di Venezia poi, fino al 1918, tra l'Impero d'Austria e il Regno d'Italia.
Nel 1753, con il Trattato di Rovereto, sottoscritto dal Doge di Venezia Francesco Loredan e l'imperatrice Maria Teresa d'Austria, furono delimitati i confini tra i due stati trovando così un definitivo accordo sulle secolari questioni territoriali esistenti fra le opposte comunità. Così sulla sommità del monte Vesta e poco distante a Vesta di Cima furono posti dalla commissione due cippi confinari di pietra che recano scolpita la data 1753. Verso la fine dell'Ottocento il Regno d'Italia per controllare i traffici commerciali fra i due stati, cinse la zona di confine con la Val Vestino con una serie di casermette della Guardia di Finanza e una di queste fu costruita a Vesta di Cima.
Nel luglio del 1866 durante la terza guerra di indipendenza fu scalato da una colonna di garibaldini al comando del maggiore Luigi Castellazzo e da un'altra austriaca comandata dal colonnello Hermann Thour von Fernburg.
La prima ascensione invernale nota è di Francesco Coppellotti detto Nino di Gargnano, alpinista della sezione del CAI di Brescia, salendo da Bollone per il Passo di Vesta il 28 gennaio 1906.

### La nascita del confine tra il trentino e il bresciano. Il confine di Stato e i cippi austro-veneti
Il monte Vesta fu terra di confine da tempi immemori tra le comunità della Val Vestino e quella di Gargnano, infatti è accertato che le due terre seguirono destini diversi già a partire dal 1027, quando Corrado II il Salico, imperatore del Sacro Romano Impero e Re d'Italia,  donò la contea di Trento, quindi anche la Val Vestino,  al vescovo Udalrico II e ai suoi successori e, nel 1035, fece lo stesso donando il territorio di Gargnano, al vescovo di Brescia, Ulderico I, e ai suoi successori. 
Da allora il vescovo di Trento rivestì anche il titolo di principe del Sacro Romano Impero ed ebbe nelle sue mani il potere spirituale e quello temporale. Poco anni dopo le terre di Val Vestino furono aggregate nuovamente al Trentino insieme alla valle di Ledro, Riva del Garda, Vallagarina, le Giudicarie, Tignale e Bagolino entrando nella sfera di influenza germanica.
È presumibile che da quel periodo il monte divenisse confine. Dal 1337 al 1426 segnò la frontiera con la signoria dei Visconti, dei Malatesta (dal 1404) e con il Ducato di Milano, successivamente lo fu con la Repubblica di Venezia, quando il 21 agosto del 1752 a seguito del trattato di Rovereto, stipulato tra l'impero d'Austria e la Serenissima, ne furono determinati nuovamente i confini di Stato con la collocazione nell'anno seguente, il 1753, di numero 34 cippi di pietra calcarea e numero 5 incisioni nella roccia sui soli confini della Val Vestino. Tra questi si cominciò con il n. 9 sul monte Cingolo Rosso, il n. 16 sul monte Stino, il numero 20 sul Dosso di Comione presso l'antica dogana, il n.25 fu posto sulla sommità del monte Vesta, il n. 29 sulla Cocca di Bollone, il n. 30 sul monte Pinel, il n.32 sulla strada da Bollone a Fassane, il n. 35 nella Valle di Cadria e l'ultimo il n.43 sul mote Puria. Questi, dopo la caduta di Venezia del 1797, la parentesi napoleonica e austriaca riguardante l'occupazione della Lombardia, continueranno a determinare il confine di Stato con il Regno d'Italia dal 1859 fino al 1918 e successivamente quello comunale fino ai tempi odierni.

### La secolare contesa del monte Fassane tra il Comune di Bollone e Gargnano e la definizione dei confini tra l’Austria e la Repubblica di Venezia del 1753
Il 31 agosto del 1752, con il Trattato di Rovereto, la commissione bilaterale istituita per la verifica dei confini tra la Repubblica di Venezia e l’Impero austriaco, composta dal Commissario imperiale regio, il conte Paride di Wolkenstein, dal conte Giuseppe Ignazio de Hormaijr e dal delegato veneto Pietro Correr, sentenziava sull’annosa questione del monte Fassane conteso fra il Comune di Bollone e quello di Gargnano e inutilmente risolta nonostante le antecedenti convenzioni stipulate fra le parti in causa risalenti al 1470 e al 1723. La proprietà promiscua di questo monte, giuridicamente appartenente al territorio del Comune di Gargnano, ma da tempi immemorabili goduta regolarmente da quello di Bollone, aveva generato animose e continue liti fra i rispettivi abitanti che vi possedevano fondi agricoli. Un primo accordo stabilito nel lontano 1470, confermato nei contenuti anche nel 1723, prevedeva espressamente “che l’istessi Comune ed uomini de Bolono possino, et vagliono pascolar a loro piacere, e tagliar legnami se suo uso solamente nel medesimo in qual uso s’intenda per fabricar case, overo baite per l’istessi di Bolono solamente in detto monte come sopra e parimente siino tenuti ricever l’investitura del medesimo monte di nove anni in nove dal Comun ovver dal Sindico del Comune di Gargnano e pagare per affitto livello del monte alla festa dell’Epifania o entro la sua ottava soldi 32 di planeti”  , mentre ai Gargnanesi era concessa la piena facoltà di pascolare il bestiame, falciare i foraggi e tagliare i legnami senza nessuna limitazione di sorta. Come al solito i patti non furono rispettati e l’11 agosto del 1751 il provveditore veneto di Salò, Giovanni Valier, con una lettera informava la sopra citata commissione che da poco tempo era stata nominata dai due governi, che i Bollonesi avevano nuovamente violato gli accordi pascolando abusivamente in località Smalze 146 pecore e capre suscitando, per di più, la giusta reazione dei suoi amministrati Gargnanesi con il sequestro di tutti gli animali e la cacciata in malo modo dei ragazzi e delle donne che custodivano il suddetto gregge. Il mese successivo, il 4 settembre, il conte Giuseppe Nicolò Lodron veniva informato dai Bollonesi dell’avvenuta riconsegna, a seguito dell’interessamento del provveditore, del bestiame sequestrato previo “pagamento di 50 lire oltre 100 lire o più di spese varie qua e là per procurar la restituzione”. La reazione del conte fu durissima; a sua volta informava e richiedeva perentoriamente alla commissione “di condannare la comunità di Gargnano a rifar non solo la comunità di Bolone dagli danni avuti per lo spoglio degli animali ma anche a dichiarar la montagna entro intieramente i confini del territorio Lodroneo e della comunità di Bolone”. Alla fine si arrivò al sodo e “per allontanare adunque ogni pericolo di nuove dissensioni, fu stabilito dalla Commissione di voler levare intieramente ed estinguere la promiscuità, mediante una proporzionata divisione del monte Fassane sudetto, assegnandone a cadauno de memorati due communi la sua parte, la quale possano privatamente godere”. La parte destra, ossia a sud, toccò a Gargnano con la riconferma del diritto di proprietà sull’intero monte, quella sinistra, a nord, corrispondente all’attuale Valle di Fassane a Bollone, che a sua volta s’impegnava a pagare un canone annuo di 64 lire planet, ma con l’esonero degli affitti non pagati negl’anni precedenti. L'accordo del 1753 in sostanza arretrò il confine di Bollone dal Dosso o Pozza di Fassane alla Val Brusa con una perdita di alcuni ettari di terreno boscoso e pascolivo necessario all'economia di sussistenza di Bollone.

### Il contrabbando del 1800
Verso la fine del 1800 il Regno d'Italia cinse i confini di Stato della Val Vestino con la costruzione di ben tre Caselli di Dogana presidiati dai militi della Regia Guardia di Finanza, consistenti nella sezione di Casello di Bocca Paolone a vigilanza del traffico tra la Valle del Droanello, Gargnano, Tremosine e Tignale, il Vasello di Dogana di Gargnano detto della Patoàla, il più importante, sito nella valle del torrente Toscolano, che fu edificato nel 1891 presso la mulattiera, principale collegamento tra la Valle e la Riviera del Garda, presso il quale il professor Bartolomeo Venturini era solito nascondere il tabacco nel cappello per sfuggire ai controlli e alla tassazione, la caderma sul monte Vesta a presidio del controllo tra Bollone e la Valle di Vesta, Treviso Bresciano e Capovalle, e infine la sezione di Casello detto del Comione, nel comune di Capovalle, con Moerna e il monte Stino. Tutti questi presidi furono in servizio fino al 24 maggio 1915, giorno dell'occupazione della Valle da parte del Regio esercito italiano.
Bollone come Moerna, terre prossime al confine, nel 1800 furono un crocevia strategico per il contrabbando di merci tra il territorio della Riviera di Salò e il Trentino attraverso la zona montuosa del monte Vesta e del monte Stino. Lo storico toscolanese Claudio Fossati (1838-1895) scriveva nel 1894 che il contrabbando dei valvestinesi era l'unico stimolo a violare le leggi in quanto era fomentato dalle ingiuste tariffe doganali, dai facili guadagni e dalla povertà degli abitanti.
Donato Fossati (1870-1949) raccolse la testimonianza di Giacomo Zucchetti detto "Astrologo" di Gaino, un ex milite della Regia Guardia di Finanza, in servizio nella zona di confine tra il finire dell'Ottocento e l'inizio del Novecento, il quale affermava che "i contrabbandieri due volte la settimana in poche ore, sorpassata la montagna di Vesta allora linea di confine coll'Austria e calati a Bollone, ritornavano carichi di tabacco, di zucchero e specialmente di alcool, che rivendevano ai produttori d'acqua di cedro specialmente" della Riviera di Salò..

### La Grande Guerra. Il sistema difensivo italiano e l'ultima barriera a difesa della Pianura Padana
Agli inizio del '900 l'ipotesi dello stato maggiore del Regio esercito italiano di costruire sul vicino monte Manos un forte armato di cannoni in cupola che avrebbe dovuto operare all'interno dello "Sbarramento Giudicarie" per contrastare una ipotetica avanzata dell'esercito austriaco nel Trentino sud occidentale e in simbiosi con il forte di Valledrane, venne accantonata causa gli insostenibili costi di realizzazione e si optò per la più snella soluzione della messa in posizione di due batterie campali, che nel 1915 verrà definita "2º Gruppo di artiglierie occasionali monte Manos".
Appena sotto la vetta fu costruito l'"appostamento di quota 1404", predisposto per quattro cannoni da 149G, il pezzo pesante in uso presso le artiglierie dell'esercito italiano, furono realizzate così quattro piazzole con spalle in cemento armato e di una polveriera. Il luogo si chiama oggi "La Polveriera".
A quota inferiore in località "Fortini Faì", altresì fu messo in opera l'"appostamento di quota 1220" . Il 27 aprile del 1915, un mese prima dell'entrata in guerra dell'Italia, in un documento del regio esercito denominato "Parere sugli appostamenti per batterie occasionali", si legge al riguardo: "4 cannoni da 75A, con intervallo tra i pezzi da 11 metri a 12,50. Si condivide il parere del comando del Genio di Verona, che ritiene sufficiente la costruzione di una sola piazzola sulla destra dell'esistente appostamento, lasciando sgombra la piazzola centrale. Spesa preventivata £. 5.500". Allo scoppio delle ostilità nel maggio furono, per prime, le batterie del monte Manos ad aprire il fuoco contro gli austriaci accampati sul monte Tombea, poi tutto il fronte tacque per sempre.
Il monte Vesta fu così fortificato come i vicini Cima Ingorello, monte Manos, monte Carzen e monte Stino con trinceramento di tutta la vetta fino alla caserma della Regia Guardia di Finanza, appostamenti in barbetta per camnoni da 75/27 mod. 1906 e cannoni da 149A mm., una rete di mulattiere e manufatti ad uso logistico dell'esercito. Opere difensive furono costituite sui vicini monte Carzen e monte Manos da postazioni di artiglieria a quota 1404 con 4 cannoni da 149/23 G; a quota 1402 con 4 cannoni da 75/27 Mod. 1906 e trincee a difesa delle artiglierie.
Il monte Vesta fece parte del sistema Tombea-Caplone, l'ultima barriera a difesa della Pianura Padana, uno dei capisaldi principali della Terza linea di difesa arretrata, un'ampia cinta fortificata che chiudeva il settore Alto Garda verso la Valle delle Giudicarie e lungo il fianco occidentale verso il lago d'Idro fino a raccordarsi sulle posizioni fortificate arretrate del monte Denai, una batteria di artiglieria da 149A mm., del monte Stino e con quelle della riviera gardesana del monte Spino, del monte Pizzocolo e del monte Castello di Gaino di Toscolano Maderno. Il settore era difeso da una prima linea lungo la Valle di Ledro (direttrici Passo Nota-Carone-Limone), dietro la quale furono realizzate due Linee arretrate di difesa (direttrici Tremosine-Passo Nota e Mezzema-Passo Nota), disposte verso est in modo da fronteggiare una eventuale conquista austriaca del monte Altissimo di Nago sul monte Baldo. Più indietro la Linea arretrata di resistenza, tra Tignale e il Passo della Puria, in totale furono costruite 2.500 fortificazioni di vario tipo,  servite da circa 2.000-3.000 uomini tra artiglieri, fanti e supporti logistici.

### 1943, l'aviolancio a Vesta di Cima e le operazioni di recupero
Instaurata la Repubblica Sociale Italiana di Benito Mussolini nel nord Italia nel settembre del 1943, già l’8 dicembre avvenne uno dei primi lanci aerei alleati a sostegno delle forze partigiane delle Brigate Fiamme Verdi operanti nell'entroterra gardesano.
Difatti alla fine di ottobre il CLN di Brescia gestì i contatti con gli alleati e dalla fine di novembre i gruppi partigiani coordinati da Giacomo Perlasca erano in attesa dell'invio delle prime armi in Valle Sabbia. Inizialmente venne individuato un campo a Vesta di Cima tra il monte Vesta e il monte Pallotto, nel comune di Gargnano, presso la malga Salvadori di Bollone in Valvestino dove lanciare i rifornimenti e fu valutato “scomodo perché distante, ma abbastanza sicuro ed esteso”. Il lancio sembrava imminente già agli inizi di novembre, infatti alcuni uomini partirono da Nozza, Lavenone, Idro e Anfo per raggiungere il campo a Vesta di Cima. Una volta arrivati sul posto, questi gruppi rimasero ad aspettare per quindici giorni ma il volo fu rimandato diverse volte a causa del maltempo. Il campo rimase controllato fino al 28 novembre, dopodiché i gruppi dovettero allontanarsi a causa di una notizia di rastrellamento della Feldgendarmerie che in effetti sarebbe avvenuto il giorno successivo. L'8 dicembre, alle ore 19, "un aereo a bassa quota sorvola e gira per due volte da Vobarno a Degagna e al secondo la sua direzione è fra Gardoncello e Degagna. Il lancio doveva riuscire alla perfezione se non fosse stato sganciato qualche attimo prima, ingannati [gli aviatori] dal fuoco di carbonai situati fra Prato della Noce e Campiglio.
Il materiale cadde erroneamente lungo la valletta che dalla Degagna conduce a Campiglio e secondo Giorgio Bocca fu "l'unico lancio, sulle montagne della Lombardia, a titolo sperimentale, con armi e vestiario per trenta uomini". Si trattava di circa 20 quintali di materiale vario dei quali prontamente se ne impossessarono i montanari che nascosero, escluse le armi, nelle loro case e nei fienili ad uso proprio. Nei giorni seguenti l'equipaggiamento non poté essere recuperato dai partigiani data la reticenza della popolazione locale e solamente di fronte alla minaccia di fucilare qualcuno, donne e bambini cominciarono a collaborare indicando i luoghi dove trovare le armi ed il resto del rifornimento. Recuperata ogni cosa, il tutto fu trasportato e sistemato per essere avviato in un sicuro nascondiglio sul monte Spino. Nei primi di gennaio del 1944 un gruppo di partigiani delle "Fiamme Verdi" di Sabbio Chiese si recò in quella località per ritirare una parte delle armi e trasportarle in Val Trompia, ma la ricerca del materiale suscitò non poche resistenze tra i montanari, alcuni dei quali denunciarono ai Carabinieri le azioni di recupero da parte degli stessi, suscitando nel contempo anche l’interesse dei fascisti ed in particolare della “banda di Ferruccio Sorlini” delle Brigate Nere, al servizio dell'Ufficio Politico (UPI) della Questura di Brescia. Così il 13 gennaio nell’ambito di un rastrellamento che interessò la Val Trompia e la Valle Sabbia dall’11 al 16, una pattuglia di sei militi forestali catturò nella cascina di monte Spino i cinque partigiani incaricati di sorvegliare il nascondiglio della armi. In quell’occasione, furono sequestrate una trentina di bombe a mano, denaro e documenti che avrebbero dovuto comprovare la loro partecipazione alla Resistenza, oltre che, probabilmente, degli elenchi di nomi che avrebbero causato altri arresti ad Anfo, Vestone e Vobarno. I cinque furono portati a Gargnano e consegnati al Comando delle SS ove vennero interrogati dalla Guardia Nazionale Repubblicana.  Il giorno dopo furono tradotti prima al Comando dei Battaglioni M e poi all’imbocco della prima galleria dopo Gargnano,  in località Casel de la Tor, per essere fucilati. L’unico ad esserlo fu Mario Boldini, gli altri quattro furono tradotti nelle carceri di Canton Mombello di Brescia.

## Cultura

### Leggende
Il Monte Vesta è al centro di due leggende, una locale valvestinese e un'altra della riviera gardesana, e in ambedue ricorre sempre nella loro narrazione lo stesso tema: il tempio della dea Vesta. La prima racconta che sette fratelli ladri di origine etrusca fuggiti dalla Toscana si posero a servizio della vestale, custode del tempio di Vesta posto sulla sommità dell'omonimo Monte, e dalla quale ricevettero successivamente in dono per i servizi prestati la Val Vestino, a patto che essi si dividessero e fondassero sette paesi che poi presero i nomi di Armo, Bollone, Cadria, Magasa, Moerna, Persone e Turano; la seconda riportata dallo storico salodiano Bongianni Grattarolo, nel 1599, in "Historia della Riviera di Salo" riferisce che il toponimo della cittadina gardesana di Salò risalirebbe al lucumone etrusco "Saloo", figlio di Osiri d'Egitto, che fuggito dalla Toscana a causa di una pestilenza, riparò in questi luoghi a cercare il tempio della dea Vesta, rinvenendolo appunto nella Val Vestino.

## Natura
La zona del monte Vesta-Carzen-Manos fu erborizzata a partire dal 1863 dal botanico don Pietro Porta, allora parroco del villaggio di Bollone, seguì nel 1867 la spedizione scientifica dello zoologo austriaco Joseph Gobanz, nel 1875 dal malacologo milanese Napoleone Pini e nel 1936 dell'entomologo Gian Maria Ghidini. A Vesta di Cima si trova un ampio stagno, detto localmente "Laghetto di Vesta", usato nei mesi dell'alpeggio come abbeveratoio dal bestiame, che fino a pochi decenni fa si colorava di colore rosso a causa della presenza di minuscoli oligocheti. Non meno suggestive sono le sue risorse naturali costituite da boschi che ricoprono tutti i versanti.

### L'area wilderness della Valle di Vesta

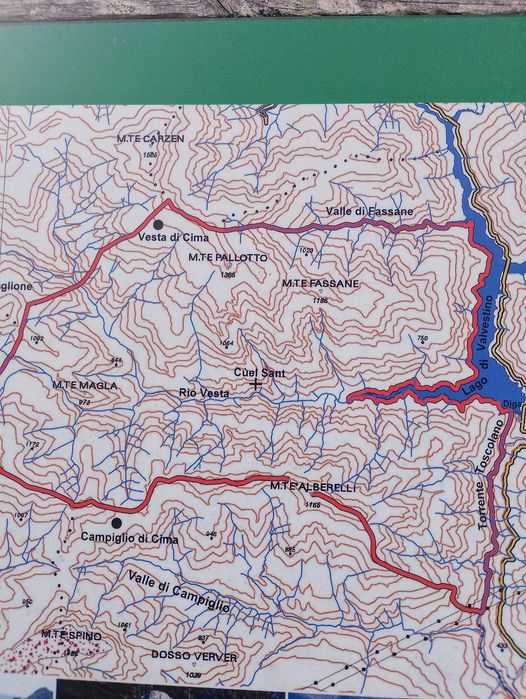
Mappa dell'area wilderness della Valle di Vesta

L'area wilderness occupa una superficie di 1525 ettari all'interno della Foresta di Lombardia "Gardesana Occidentale" e del Parco Alto Garda Bresciano, dalla quota minima di 503 m s.l.m. (lago artificiale) a quella massima di 1496 m (Monte Zingla).
Le tracce di sentiero che si inoltrano nella valle e quelle che percorrono le creste sono praticabili unicamente a piedi, e per le loro caratteristiche richiedono adeguata esperienza escursionistica e capacità di orientamento. Gli accessi principali avvengono con partenza da Campiglio di Cima, dal Dosso Corpaglione, da Molino di Bollone e da Vesta di Cima. Punti panoramici di interesse sono il Monte Zingla, il Monte Pallotto e il Monte Alberelli.
Il concetto di "wilderness": si definisce "wilderness" uno spazio autenticamente selvaggio, privo di strade e costruzioni.
È un concetto di conservazione di origine americana, attraverso il quale si intendono salvaguardare le porzioni residue di territori non antropizzati del mondo. I suoi ideatori furono alcuni uomini di scienza tra i quali Henry David Thoreau, John Muir, Aldo Leopold e Robert Marshall. In Italia questo concetto è stato introdotto dall'Associazione Italiana per la Wilderness. Thoreau, autore del celebre libro "Walden, ovvero Vita nei boschi", scrisse: "Nello stesso tempo che sinceramente desideriamo conoscere ed esplorare ogni cosa, noi chiediamo che queste siano misteriose e inesplorabili, che terra e mare siano infinitamente selvaggi, non sorvegliati né sondati da noi perché impenetrabili. Non possiamo mai avere abbastanza della natura...". La val di Vesta propone contesti di una natura autentica e severa e, per la morfologia e le caratteristiche del paesaggio, favorisce l'esperienza del concetto originario di wilderness: "La natura selvaggia è sia una condizione geografica sia uno stato d'animo". Caratteristiche dell'area: si tratta di una tra le valli prealpine più selvagge. E' percorsa da un torrente che si immette nel lago artificiale di Valvestino, gestito dall'ENEL, del quale forma un suggestivo fiordo della lunghezza di circa un chilometro e mezzo. La costruzione della diga, avvenuta nel 1962, ha determinato l'isolamento della zona. I versanti della valle sono coperti da formazioni forestali che si evolvono liberamente, e che accolgono tutte le principali specie della fascia prealpina. Particolarmente ricca è anche la componente floristica, nella quale sono comprese specie endemiche quali Scabiosa vestina, Athamantha vestina, Euphrasia vestinensis, Telekia speciosissima, Hemerocallis lilio-asphodelus. Tra gli animali presenti si citano il gambero d'acqua dolce, l'ululone dal ventre giallo, l'aquila reale, il gallo forcello, il gallo cedrone, il camoscio, il cervo e il capriolo. All'interno del Cuel Sant, il più celebre tra gli antri rocciosi della valle, è stato scoperto un piccolo coleottero endemico chiamato Boldoria vestae. Si tratta dell'unica zona in Lombardia ufficialmente riconosciuta in possesso dei requisiti di area wilderness, e anche la prima designata all'interno di un parco naturale.

### La Valle di Vesta. La scomparsa dei nuclei residenziali di Ponte Cola, Cà dell'Era e Rosane
L'entrata in funzione del bacino idrico della "Diga di Valvestino" nel 1962 sommerse, isolò e portò alla scomparsa i piccoli nuclei abitativi di Ponte Cola, Cà dell'Era e Rosane.  Qui ci si dedicava a attività tradizionali del taglio del legname, alla pastorizia, alla coltivazione degli orti, alla caccia, alla produzione del carbone vegetale, all'apicoltura e nei mesi estivi all'alpeggio delle maghe di Vesta. A Cà dell'Era vi era pure una chiesetta campestre dedicata al culto di San Giovanni e l'ultima famiglia che vi abitò fu quella degli Andreoli. La cascina di Rosane sita su un pendio è prossima all'ex casello di Dogana della Regia Guardia di Finanza della Patoàla mentre sul fondo valle, Ponte Cola, con i suoi ponticelli in pietra, i magazzini del carbone e del fieno, rappresentava il punto di incrocio dei traffici che si sviluppavano tra il lago di Garda, Gargnano e Toscolano Maderno, con la Val Vestino e la Val Sabbia.  La sottostante Valle di Vesta, collaterale al Lago di Valvestino, si estende per 1.525 ettari nella quasi sua totalità nel comune di Gargnano, ed è, dal 1998, un'area wilderness, ossia a conservazione protetta e integrale, di proprietà dell'Azienda Regionale delle Foreste (oggi ERSAF) della Regione Lombardia. L'area, non antropizzata, è ricca floristicamente caratterizzata dalla presenza di diverse rarità ed endemismi come il Giglio dorato (Hemerocallis lilio-asphodelus), la Scabiosa vestina, l'Athamantha vestina e l'Euphrasia vestinensis. La fauna che popola la Valle di Vesta è rappresentata dalla presenza del cervo, del capriolo, del camoscio, del gallo cedrone ed il gallo forcello. Tra la fauna invertebrata, invece, è interessante la presenza di un piccolo coleottero troglobio, il Boldoria vestae, endemico delle Val Vestino e della Valle Sabbia che fu classificato per la prima volta nel 1936 dall'entomologo Gian Maria Ghidini. Nel corso della prima guerra mondiale, la Valle di Vesta fu fortificata da reparti del genio militare del Regio esercito italiano con la costruzione di una linea di sbarramento arretrata composta da postazioni protette di artiglieria, strade e trincee qualora il fronte delle Giudicarie e quello secondario della Val Vestino fosse stato infranto dall'avanzata dell'esercito austriaco. Fino al 1960 circa il legname della foresta della Valle fu usato per la produzione di carbone vegetale.

### La pratica delle carbonaie
Sul monte sono presenti numerose e antiche aie carbonili simbolo di una professione ormai scomparsa da decenni. Quella della carbonaia, pojat in dialetto locale,  era una tecnica molto usata in passato in gran parte del territorio alpino, subalpino e appenninico, per trasformare la legna, preferibilmente di faggio, ma anche di abete, carpino, larice, frassino, castagno, cerro, pino e pino mugo, in carbone vegetale.  I valvestinesi erano considerati degli esperti carbonai, carbonèr così venivano chiamati, come risulta anche dagli scritti di Cesare Battisti. I primi documenti relativi a questa professione risalgono al XVII secolo, quando uomini di Val Vestino richiedevano alle autorità della Serenissima i permessi sanitari per potersi recare a Firenze e a Venezia. Essi esercitarono il loro lavoro non solo in Italia ma anche nei territori dell'ex impero austro-ungarico, in special modo in Bosnia Erzegovina, e negli Stati Uniti d'America di fine Ottocento a Syracuse-Solvay. Nonostante questa tecnica abbia subito piccoli cambiamenti nel corso dei secoli, la carbonaia ha sempre mantenuto una forma di montagnola conica, formata da un camino centrale e altri cunicoli di sfogo laterali, usati con lo scopo di regolare il tiraggio dell'aria. Il procedimento di produzione del carbone sfrutta una combustione imperfetta del legno, che avviene in condizioni di scarsa ossigenazione per 13 o 14 giorni. Queste piccole aie, dette localmente ajal, jal o gial,  erano disseminate nei boschi a distanze abbastanza regolari e collegate da fitte reti di sentieri. Dovevano trovarsi lontane da correnti d'aria ed essere costituite da un terreno sabbioso e permeabile. Molto spesso, visto il terreno scosceso dei boschi, erano sostenute da muri a secco in pietra e nei pressi il carbonaio vi costruiva una capanna di legno per riparo a sé e alla famiglia. In queste piazzole si ritrovano ancor oggi dei piccoli pezzi di legna ancora carbonizzata. Esse venivano ripulite accuratamente durante la preparazione del legname. A cottura ultimata si iniziava la fase della scarbonizzazione che richiedeva 1-2 giorni di lavoro. Per prima cosa si doveva raffreddare il carbone con numerose palate di terra. Si procedeva quindi all'estrazione spegnendo con l'acqua eventuali braci rimaste accese. La qualità del carbone ottenuto variava a seconda della bravura ed esperienza del carbonaio, ma anche dal legname usato. Il carbone di ottima qualità doveva "cantare bene", cioè fare un bel rumore. Infine il carbone, quando era ben raffreddato, veniva insaccato e trasportato dai mulattieri verso la Riviera del Garda per essere venduto ai committenti. Di questo carbone si faceva uso sia domestico che industriale e la pratica cadde in disuso in Valle poco dopo la seconda guerra mondiale soppiantato dall'uso dell'energia elettrica, del gasolio e suoi derivati.

## Panorama
Nei giorni sereni si gode un panorama eccezionale; a nord la Val Vestino con il Monte Cingla, Monte Tombea, Monte Denai, Cima Rest, Cima Gusaur e il Caplone, la vetta più alta delle prealpi gardesane occidentali e in lontananza si scorge la vetta del monte Adamello con quello che rimane del suo ghiacciaio perenne, a ovest la Cima della Fobbia, il monte Manos, monte Pallotto e le montagne della Valle Sabbia; a sud il monte Pizzocolo e la zona morenica meridionale del lago di Garda con la città di Peschiera del Garda. 
Ad est è invece possibile osservare la Valle del Droanello, il monte Denervo, la zona della Costa e il monte Baldo con il monte Altissimo di Nago.

## Galleria d'immagini

Percorso da Bollone al Monte Vesta e Carzen
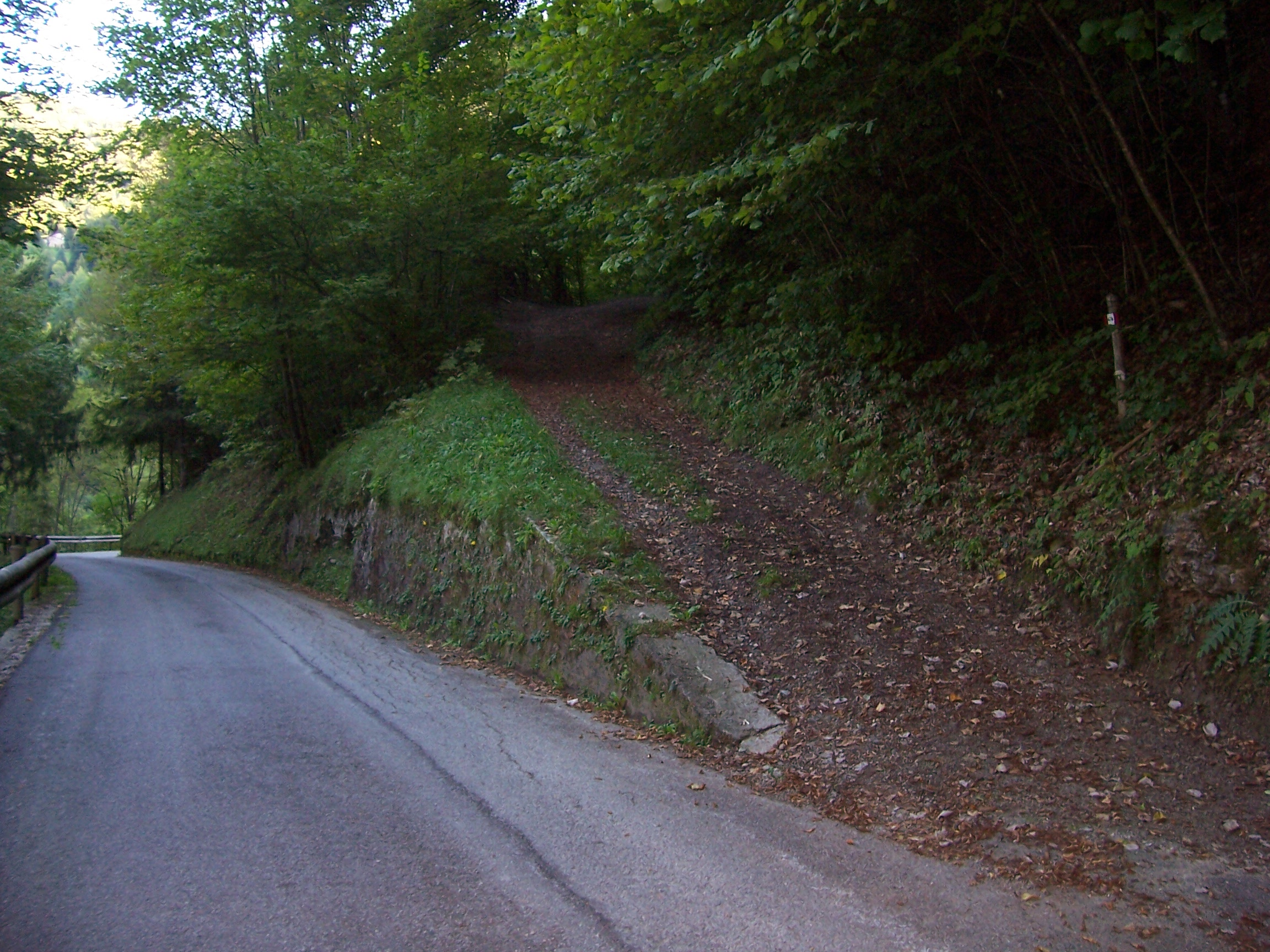
Bollone, inizio del sentiero che conduce attraverso la Val Selva al Passo di Vesta
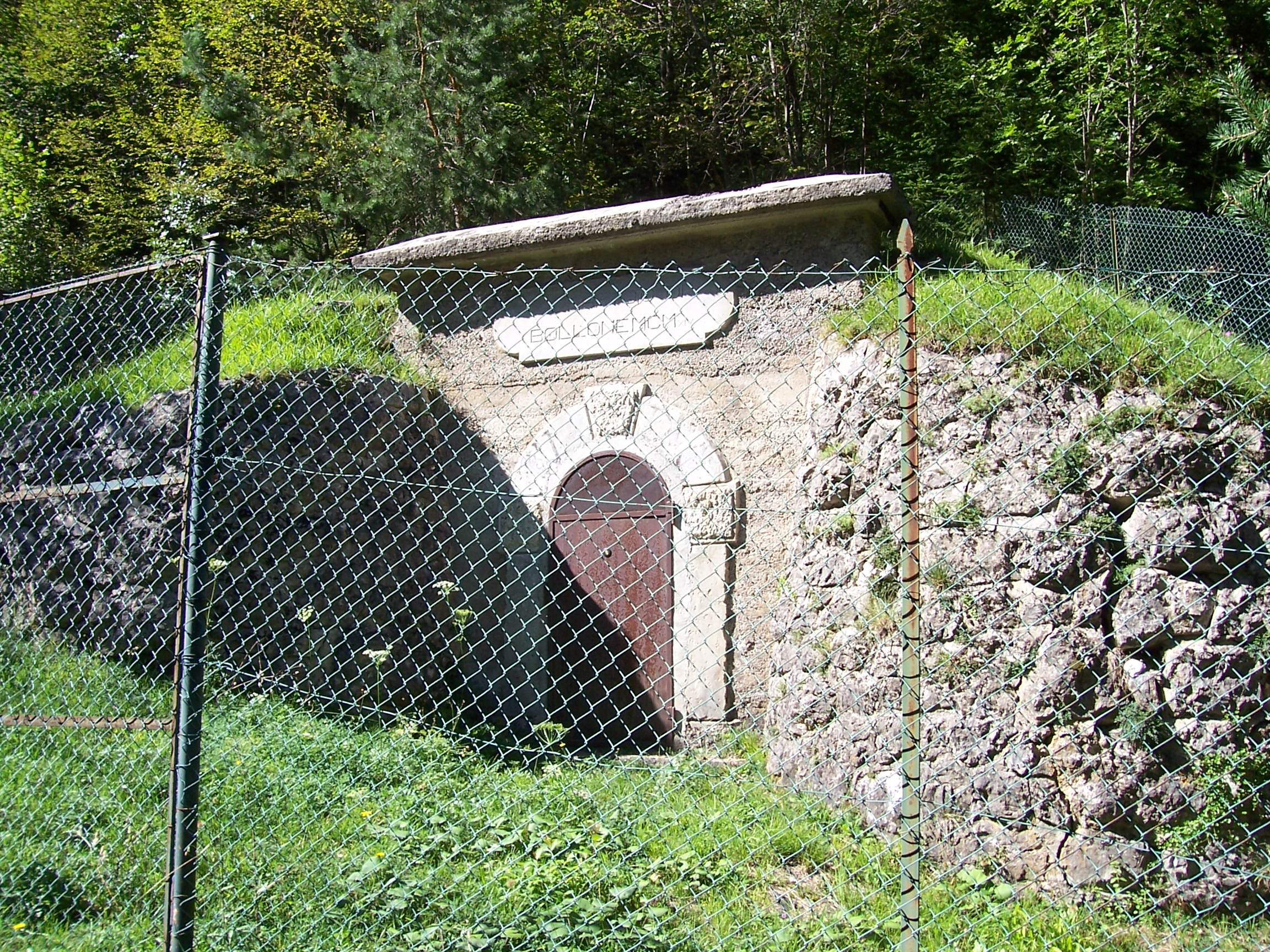
La presa dell'acquedotto di Bollone del 1914 situata lungo il percorso
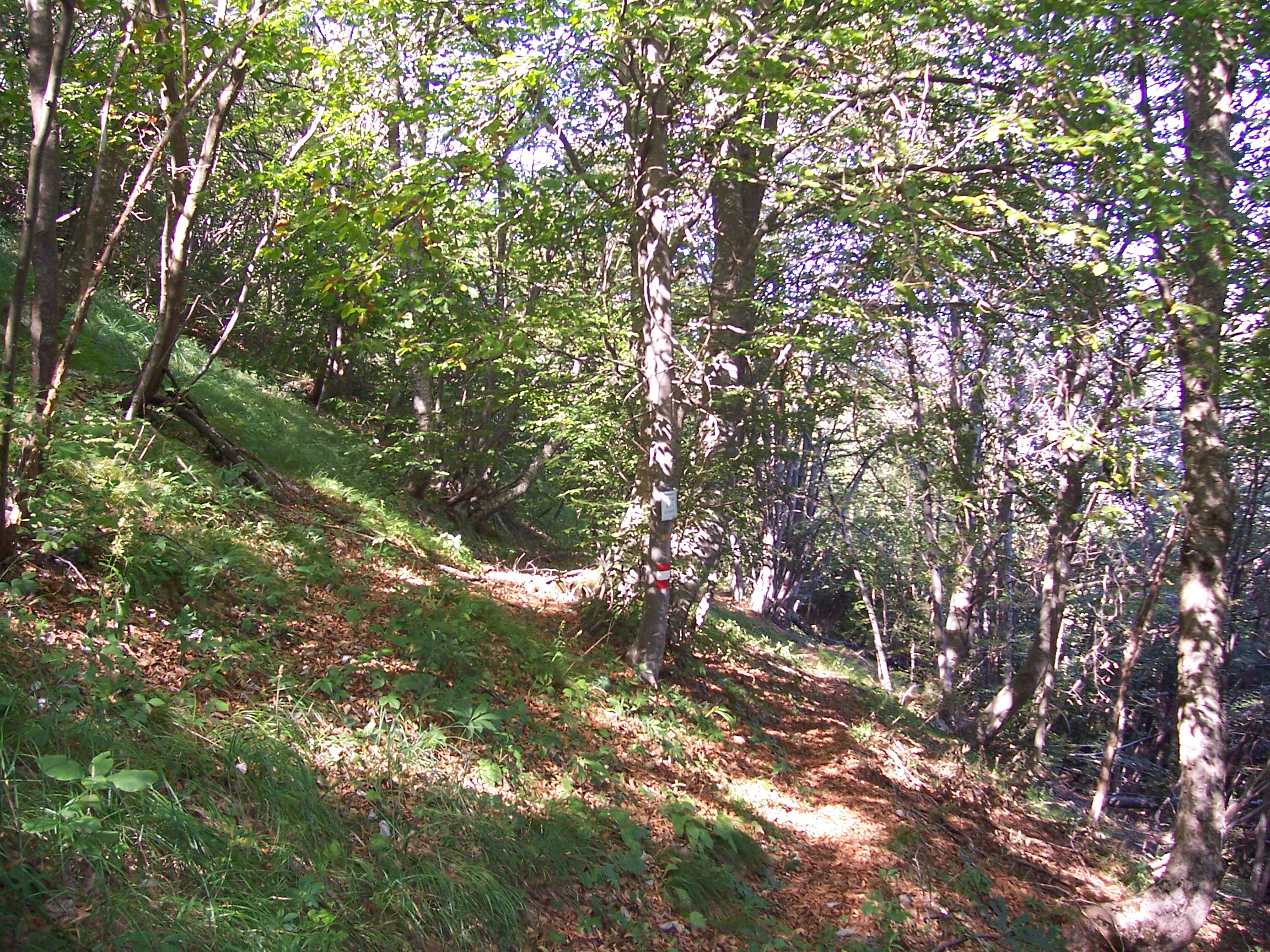
Il bivio del sentiero poco sotto il monte Carzen che a destra conduce a Capovalle e a sinistra al Passo di Vesta
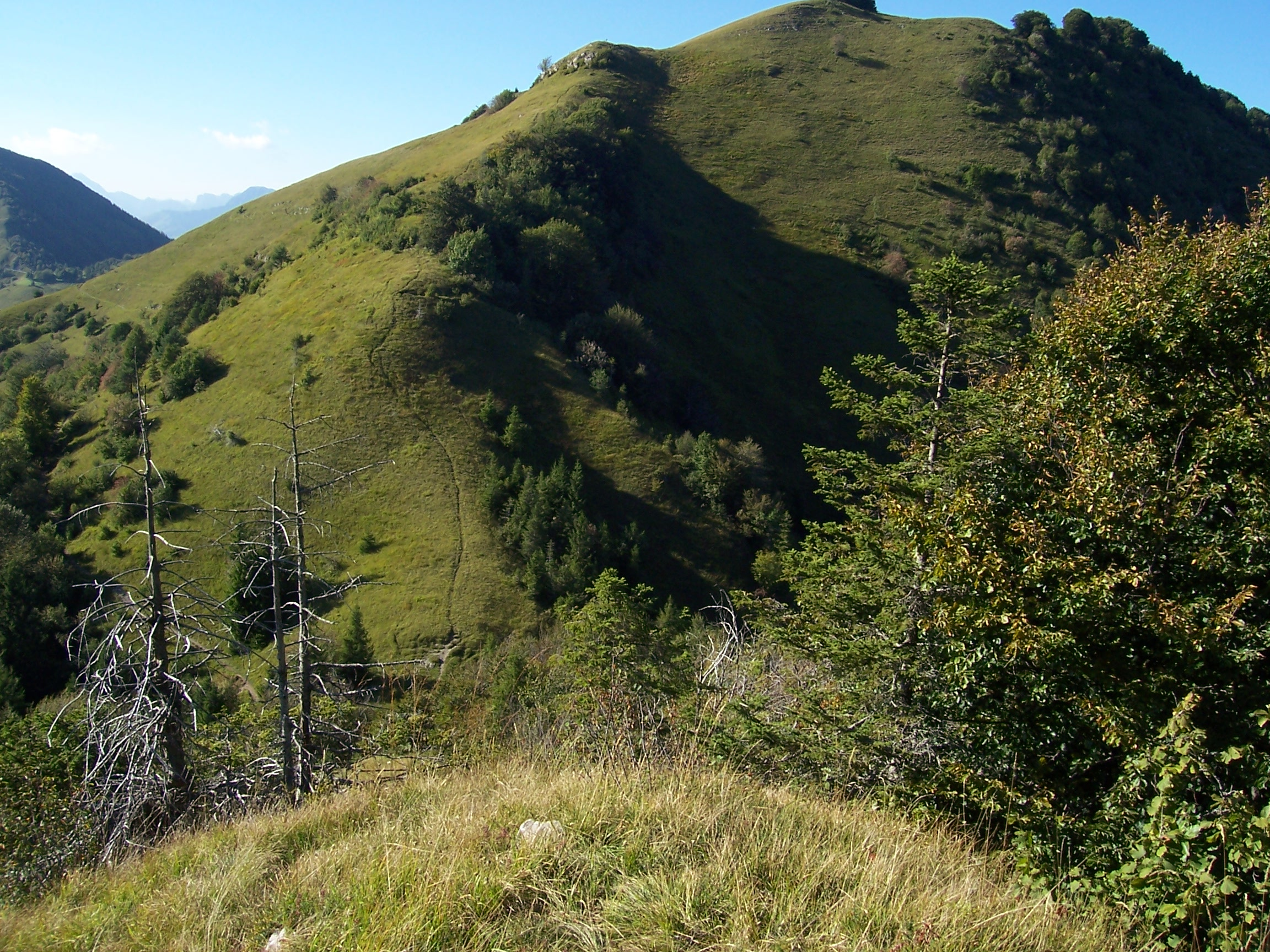
Il Passo di Vesta a 1357 metri visto dalle pendici del Monte Vesta
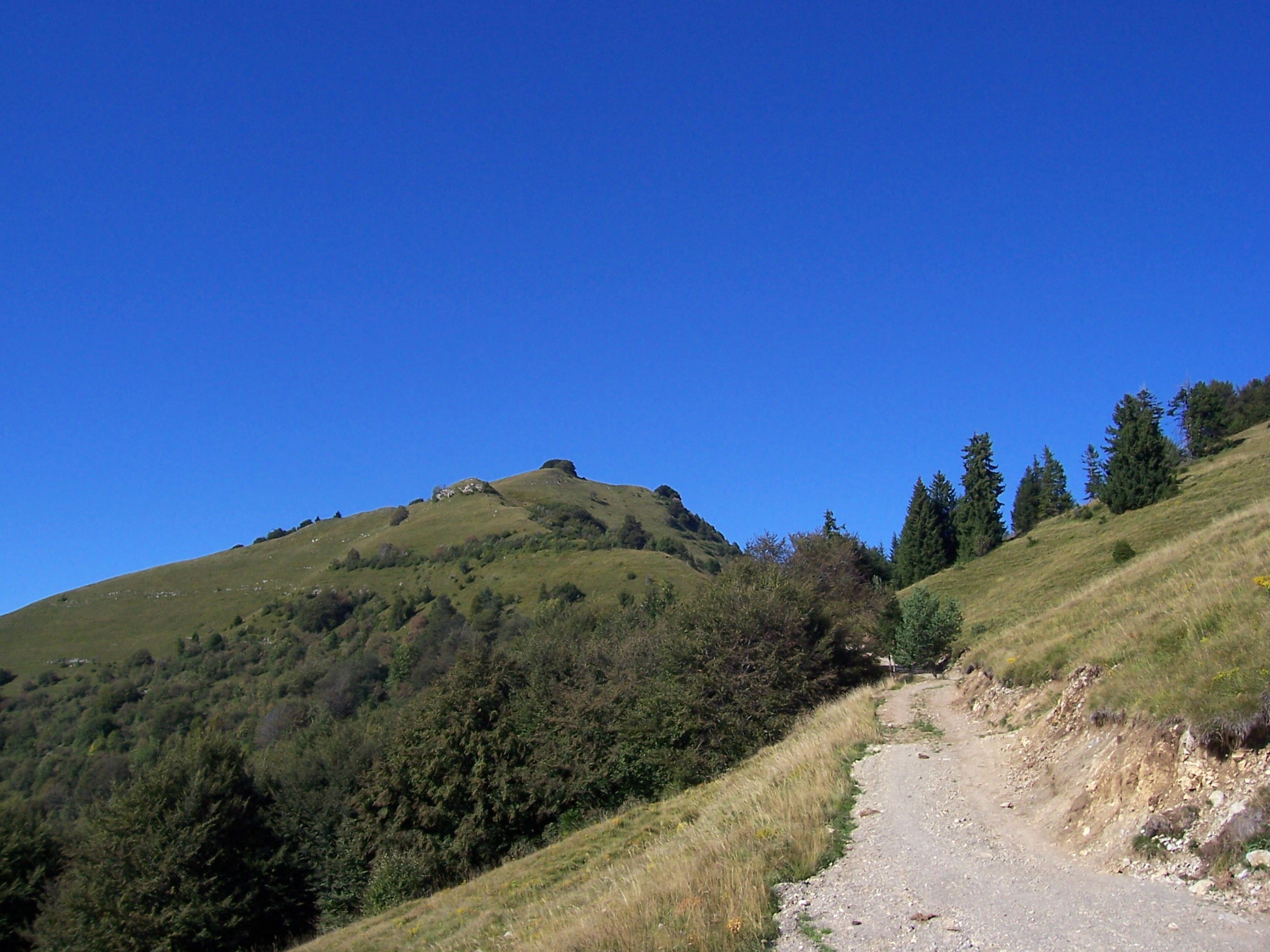
Il monte Carzen e il Passo di Vesta da Vesta di Cima
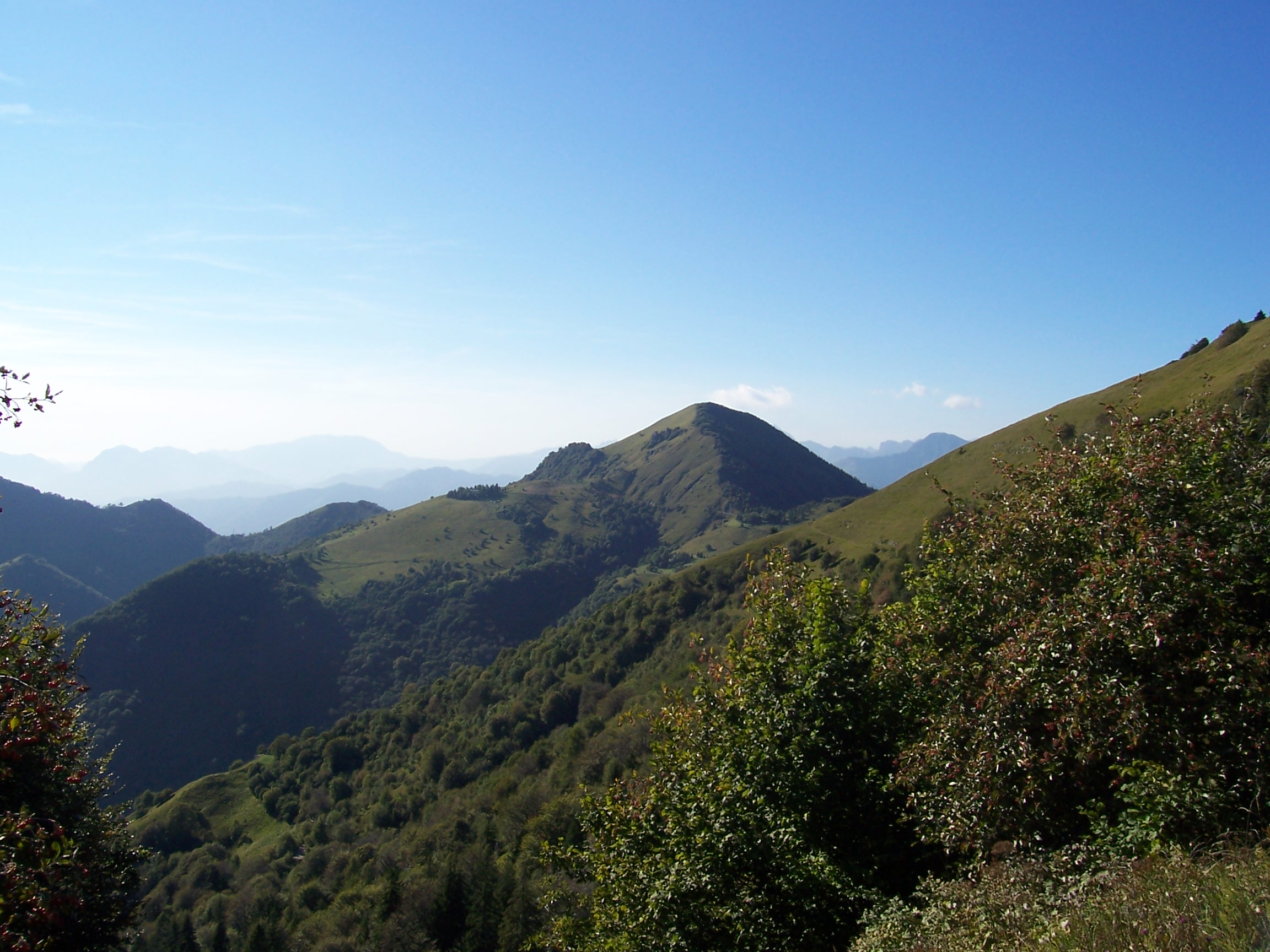
Il monte Manos da Vesta di Cima
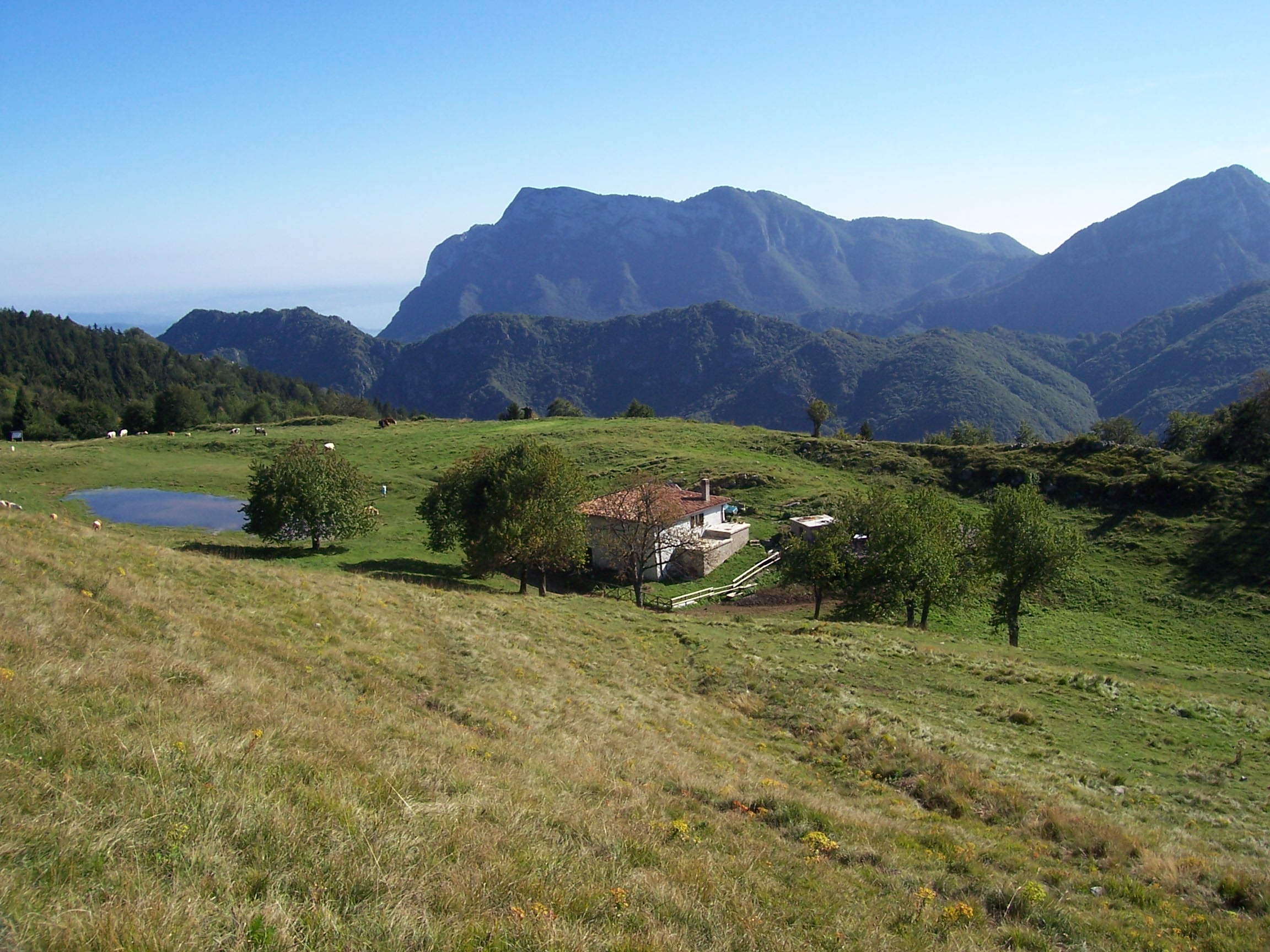
Malga Vesta di Cima (Gargnano) e sullo sfonfo il Lago di Garda e il Monte Pizzocolo
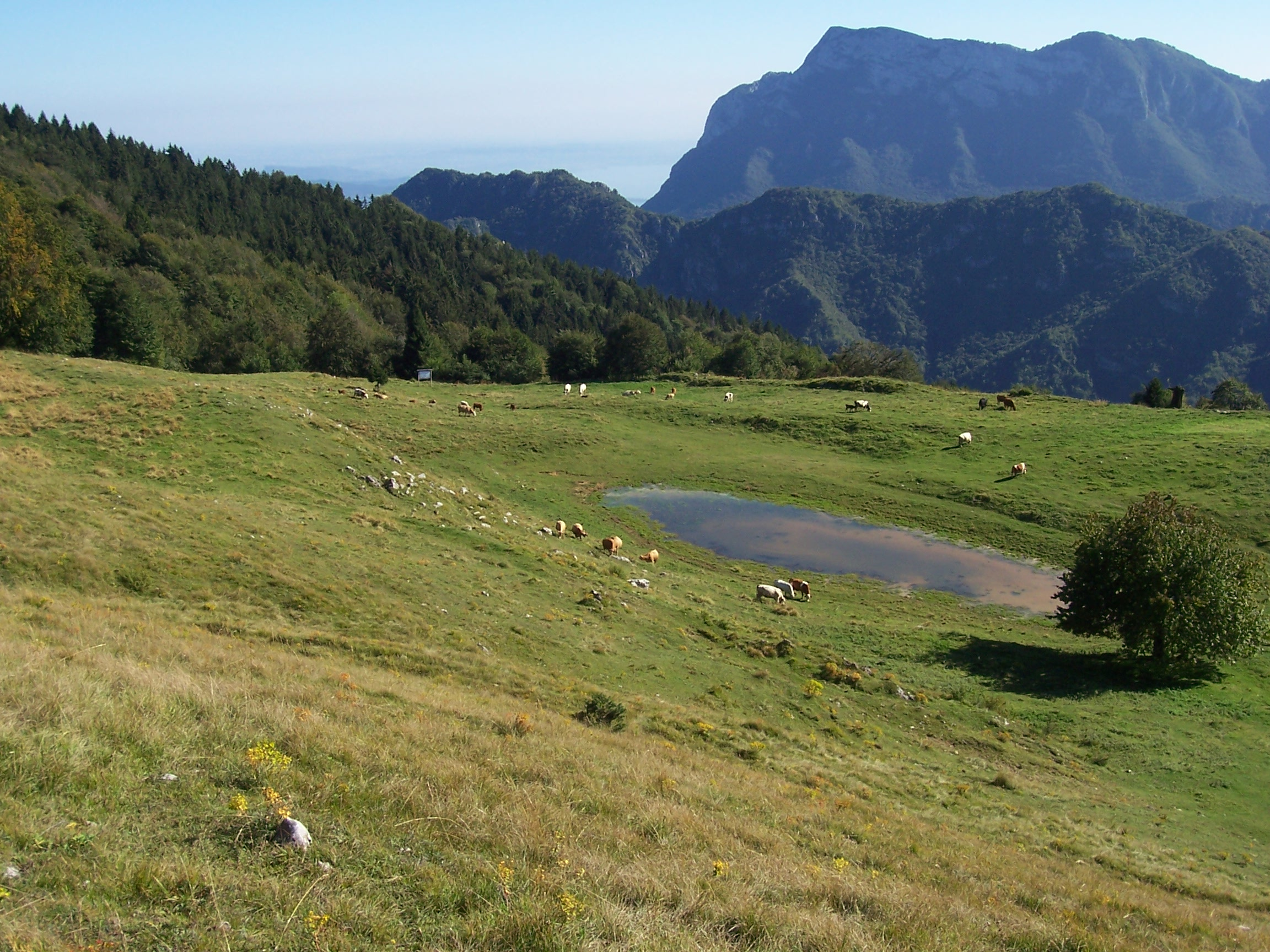
Particolare della pozza d'abbeverata di Cima di Vesta. Qui nel 1943 doveva avvenire l'aviolancio alleato
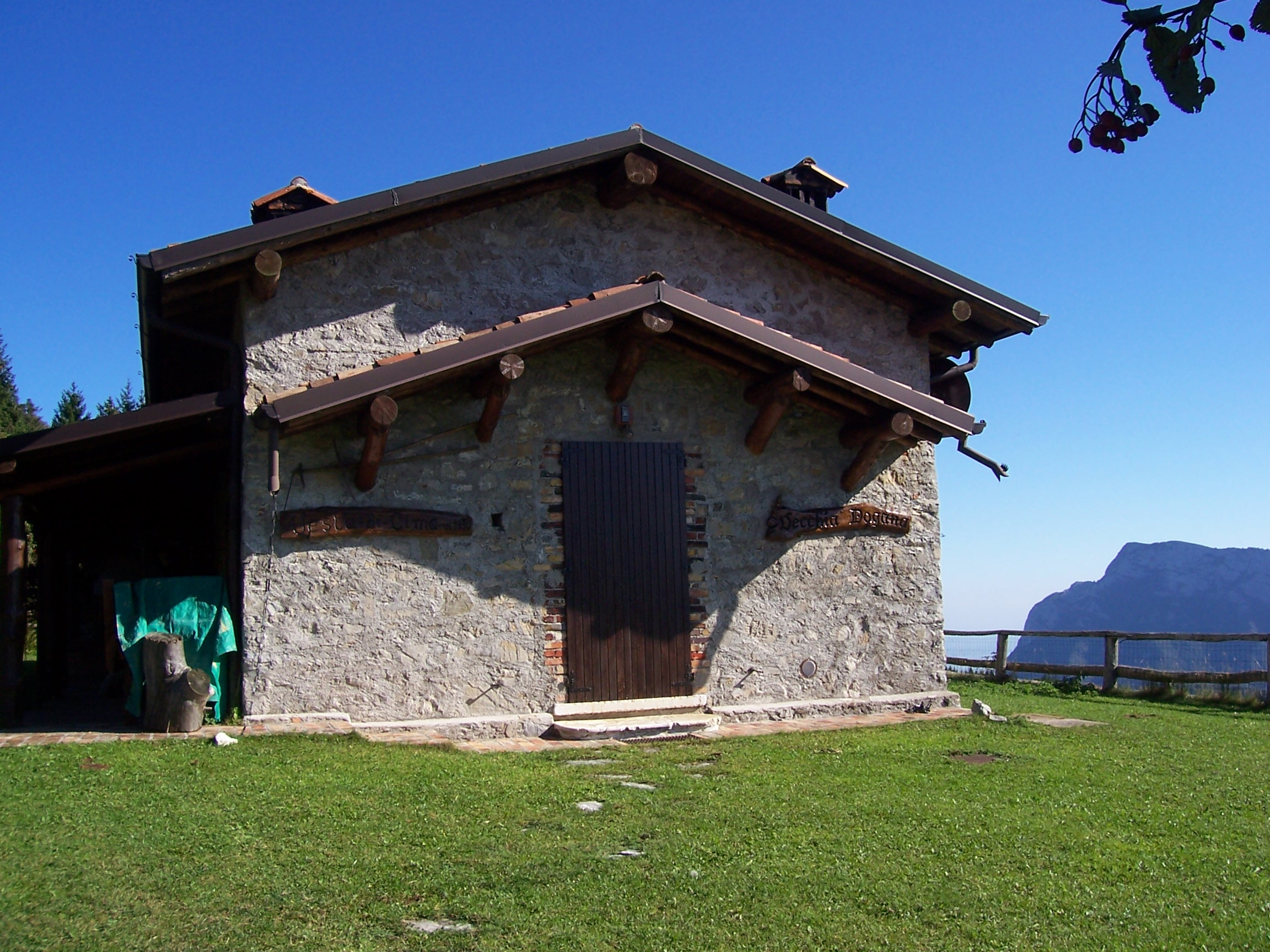
Ex caserma di dogana della Guardia di Finanza a Cima di Vesta
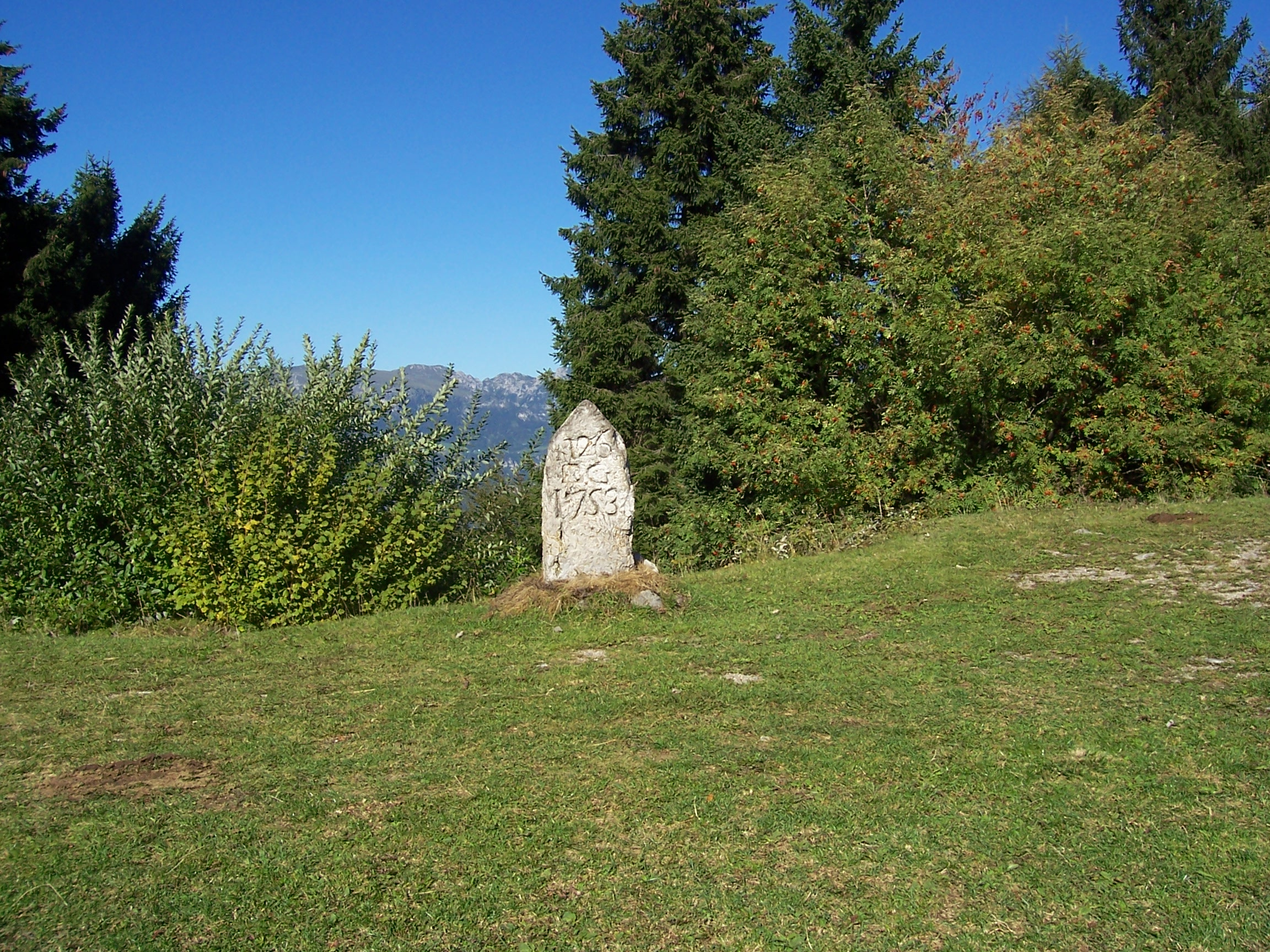
Cippo confinario a Vesta di Cima del 1753 tra l'Impero d'Austria e la Repubblica di Venezia
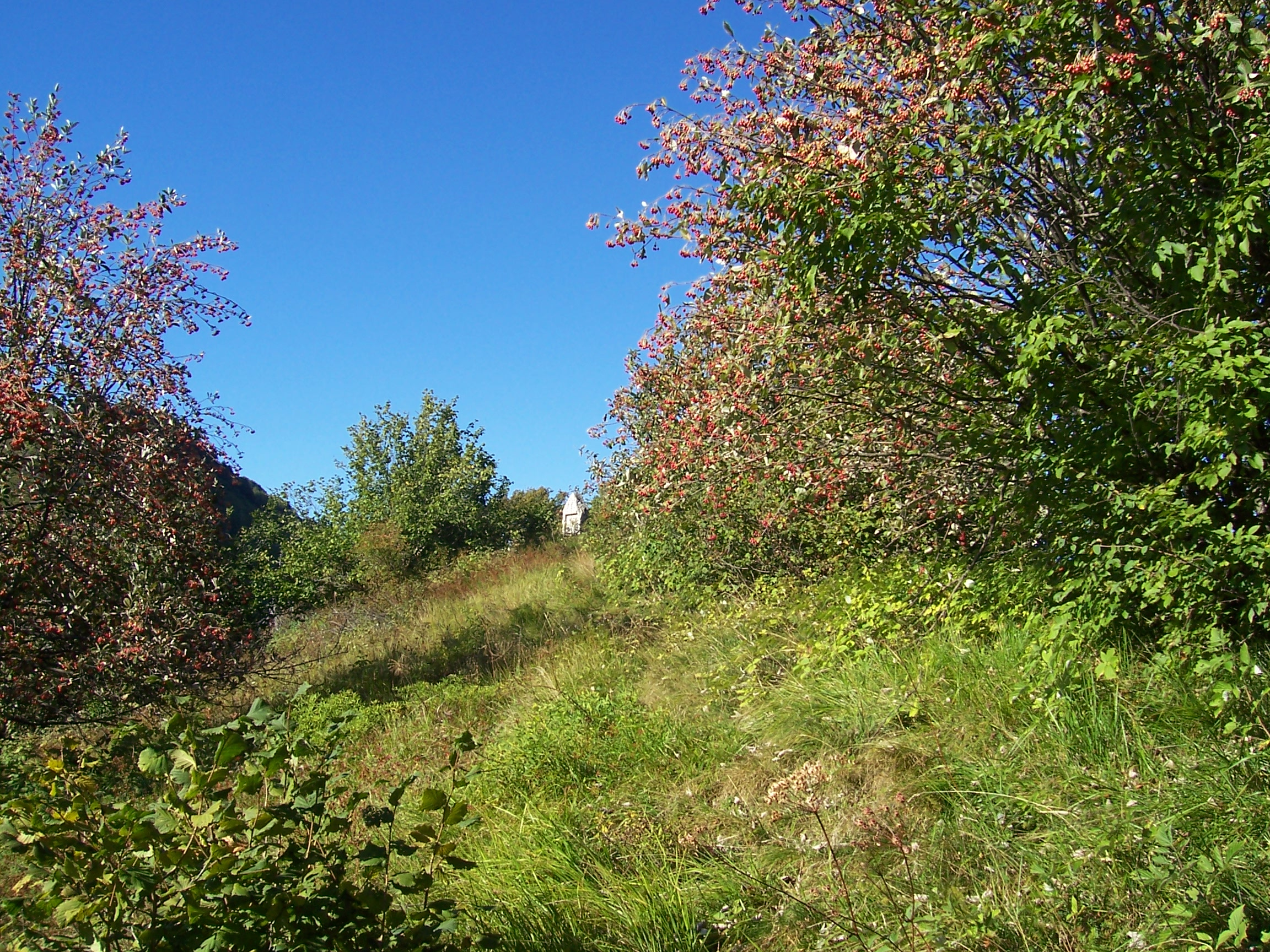
Sommità del monte Vesta con il cippo confinario del 1753. Oggi confine tra il comune di Valvestino e Gargnano
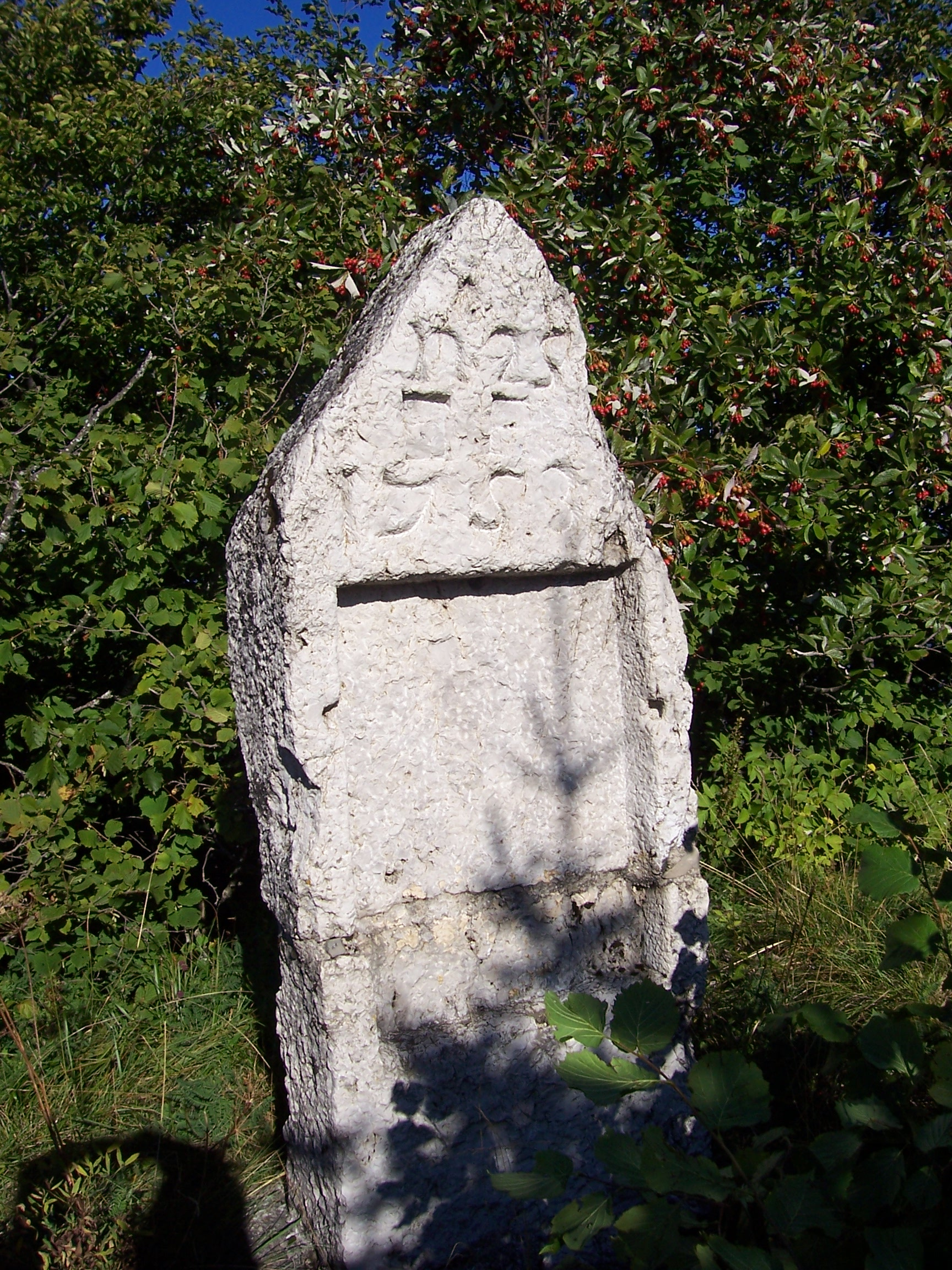
Cippo confinario del 1753 situato sulla sommità del monte Vesta o Dosso del Cuchetto
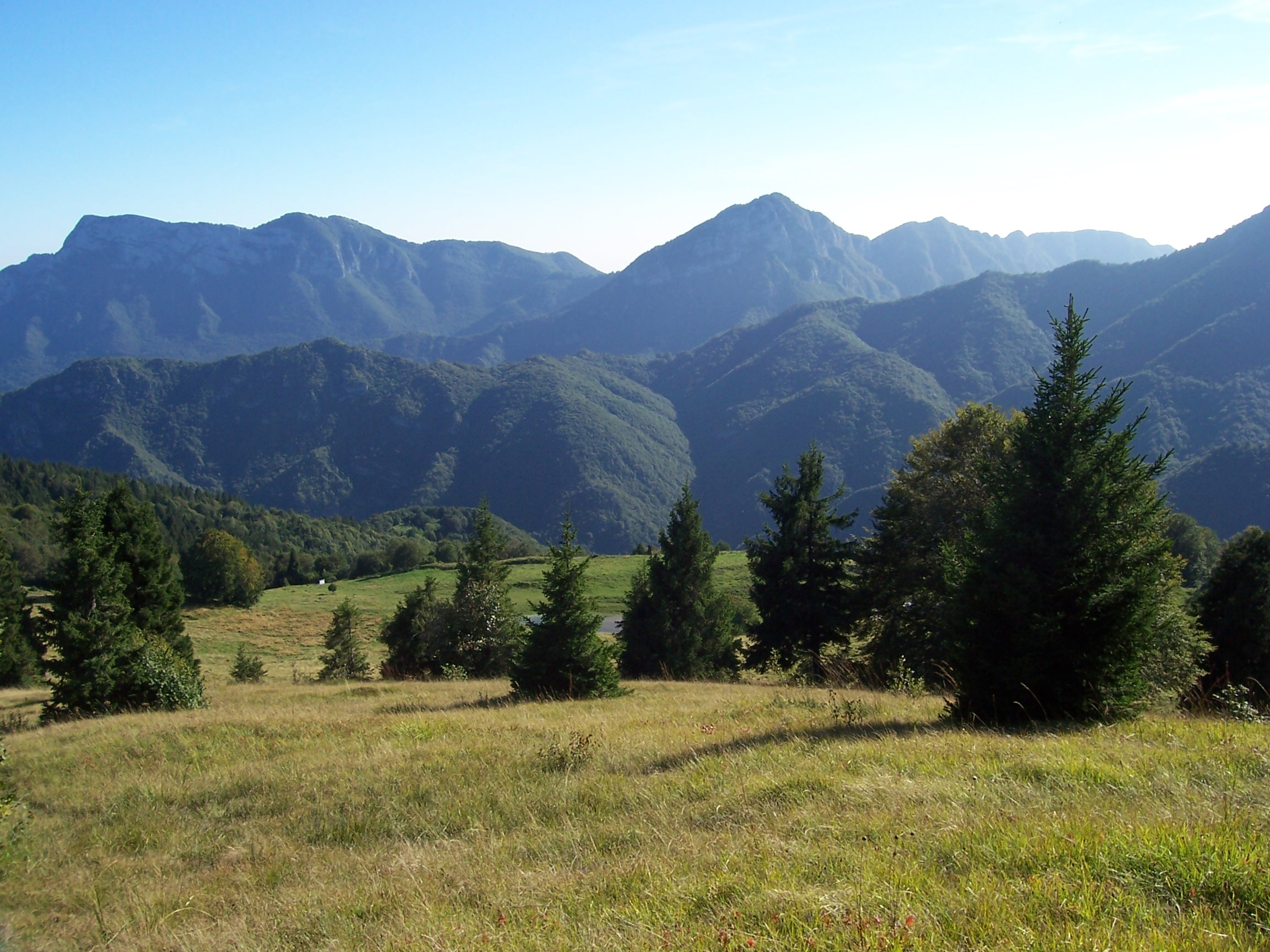
Malga Vesta di Cima e la sottostante Valle di Vesta (Gargnano)
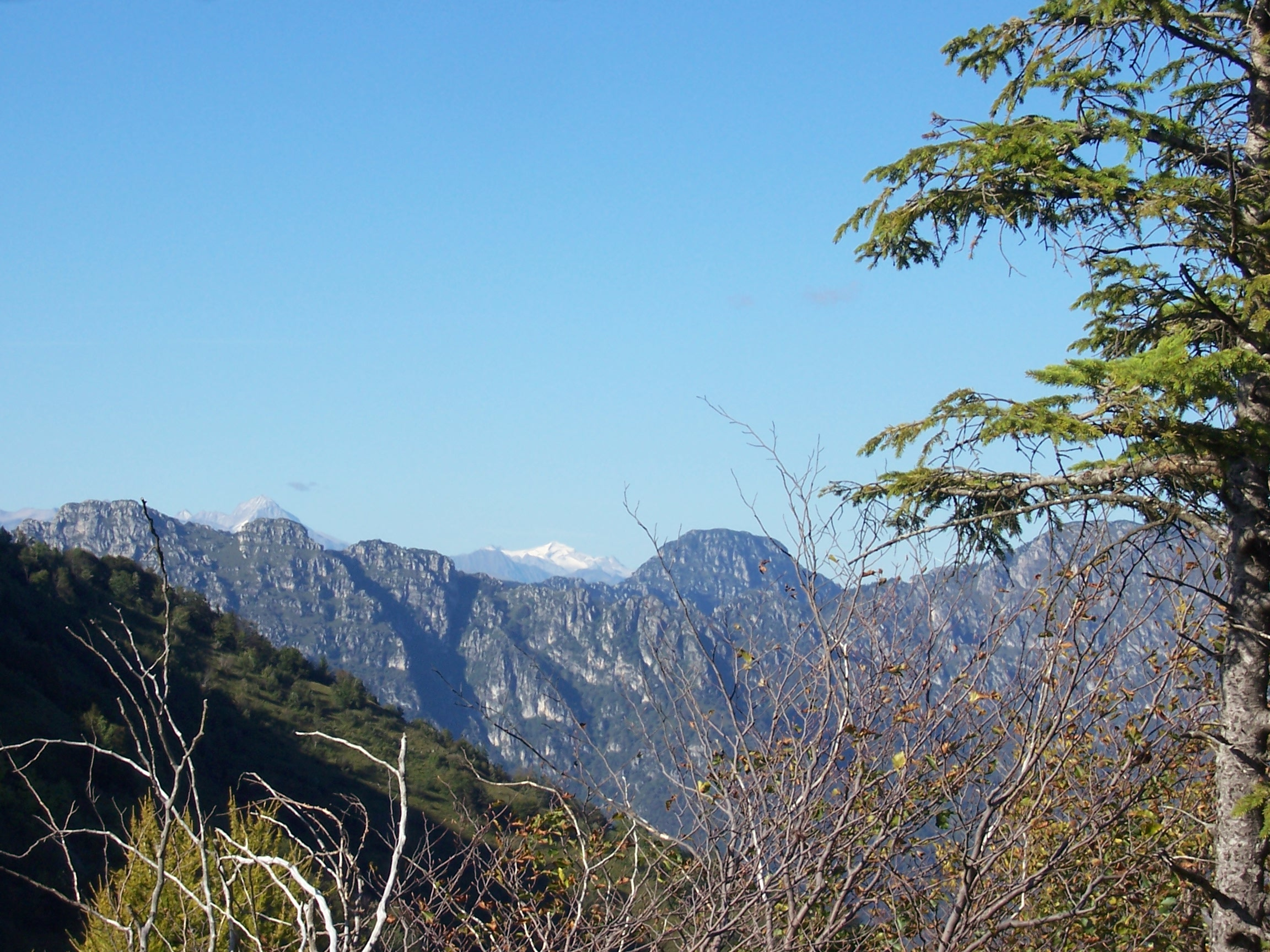
In primo piano, visto dal monte Vesta il monte Cingla e in lontananza coperto di neve il monte Adamello
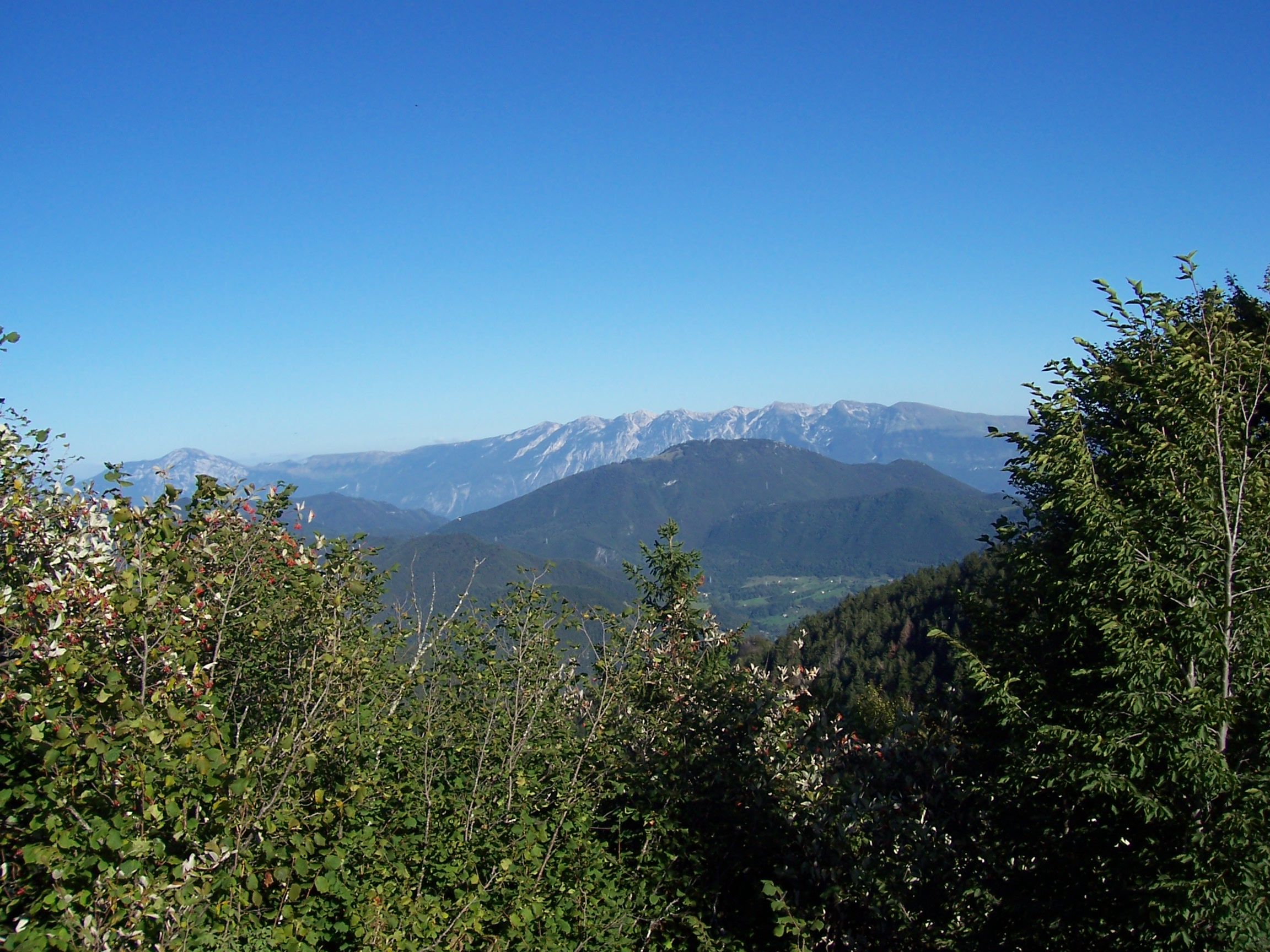
In primo piano i cascinali della Costa di Gargnano e il monte Denervo, in lontananza il monte Baldo
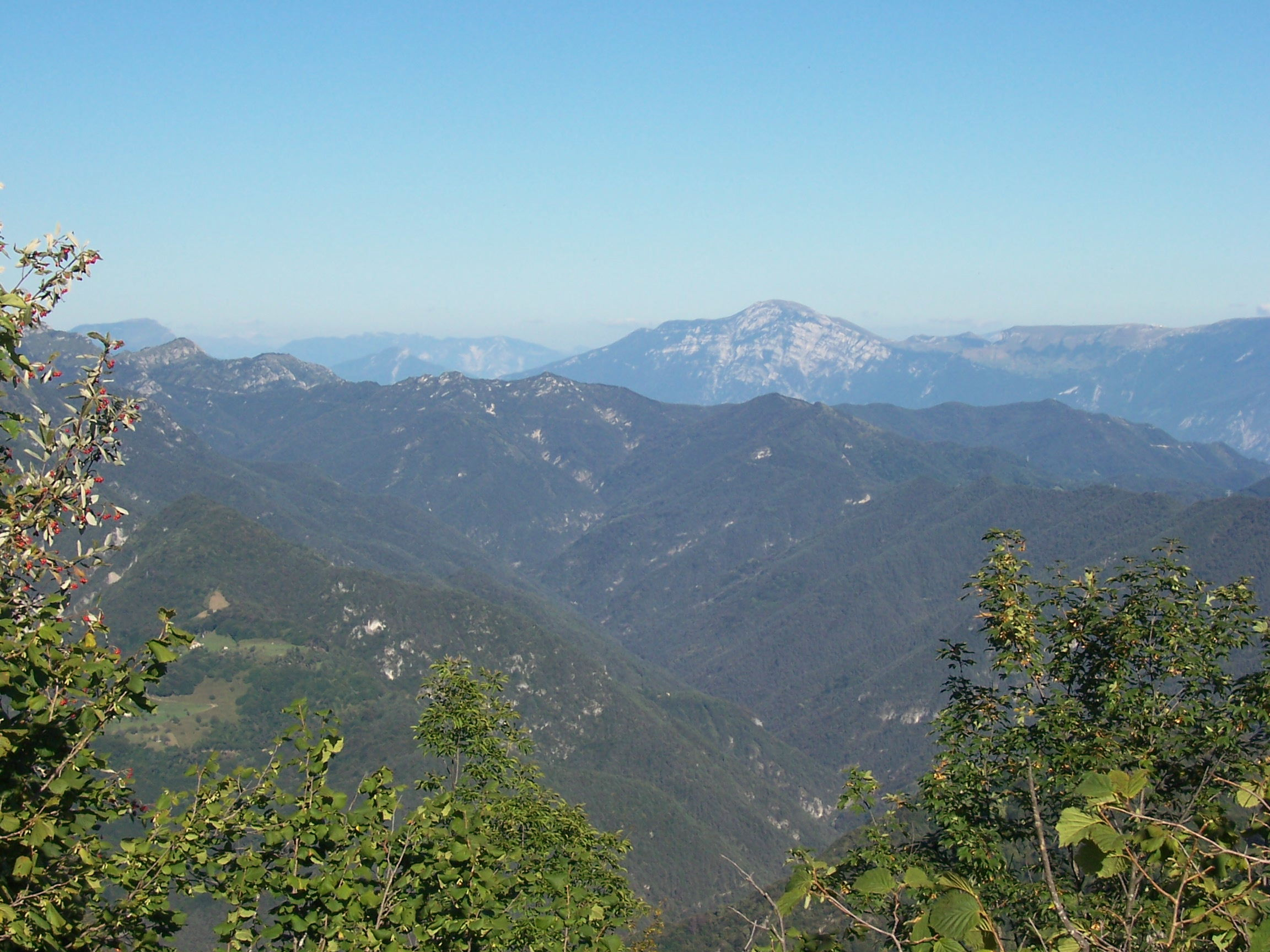
In primo piano la Valle del Droanello e sullo sfondo il monte Altissimo di Nago